# Brian Bowen
Brian Bowen II (ur. 2 października 1998 w Saginaw) – amerykański koszykarz, występujący na pozycji niskiego skrzydłowego.
23 kwietnia 2021 został zwolniony przez Indiana Pacers. 20 września 2021 dołączył do Minnesoty Timberwolves. 15 października 2021 został zwolniony.

## Osiągnięcia
Stan na 19 października 2021, na podstawie, o ile nie zaznaczono inaczej.
Szkoła średnia
- MVP meczu gwiazd Jordan Classic (2017)
- Zawodnik roku szkół średnich stanu Indiana (Indiana Gatorade Player of the Year – 2017)
- Zaliczony do II składu USA Today's All-USA (2017)
- Uczestnik spotkań gwiazd:
  - Jordan Classic (2017)
  - McDonald’s All-American (2017)